# 森まりも
森 まりも（もり まりも）は、主にコンピュータゲームに関する4コマ漫画などを手がけている漫画家である。愛媛県出身。

## 来歴
- 1980年代後半よりゲーム雑誌『ハイスコア』や『月刊PCエンジン』にイラストを投稿していた。
- 1995年、双葉社の4コマまんが王国で主にテレビゲームの4コマ漫画を描くようになる。1996年以降は、同レーベルの初中期を支えた主力作家に代わる新作家陣の一人として多くの作品を執筆した。

## 特徴
- 白黒でありながら、鮮やかな画風。双葉社の攻略本の一部ではカラー漫画も描いている。

## 作品リスト
ここでは一部を列挙する。
- 双葉社 4コマまんが王国 にて多数